# Friedrich Wilhelm Neuffer

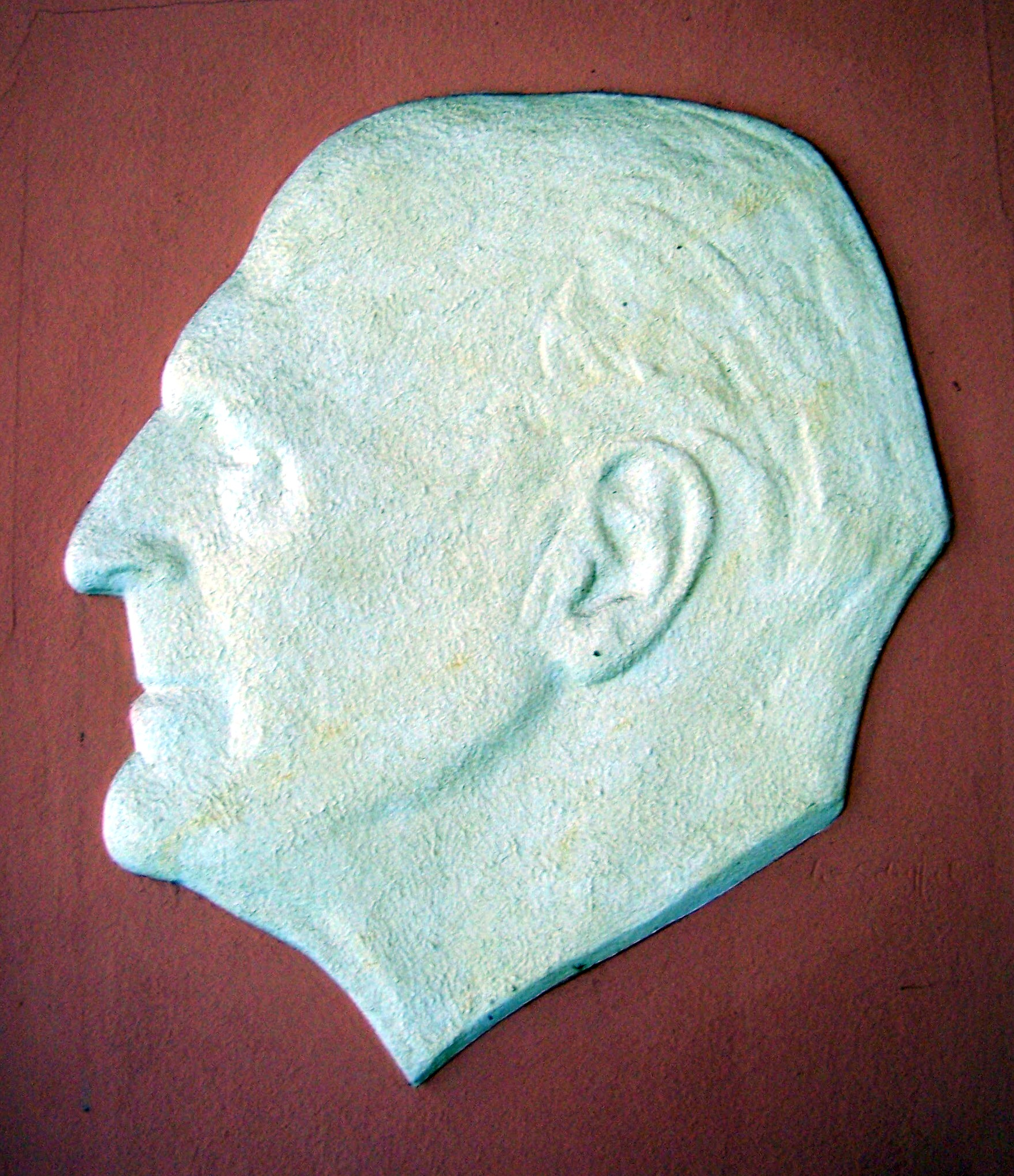
Friedrich Wilhelm Neuffer

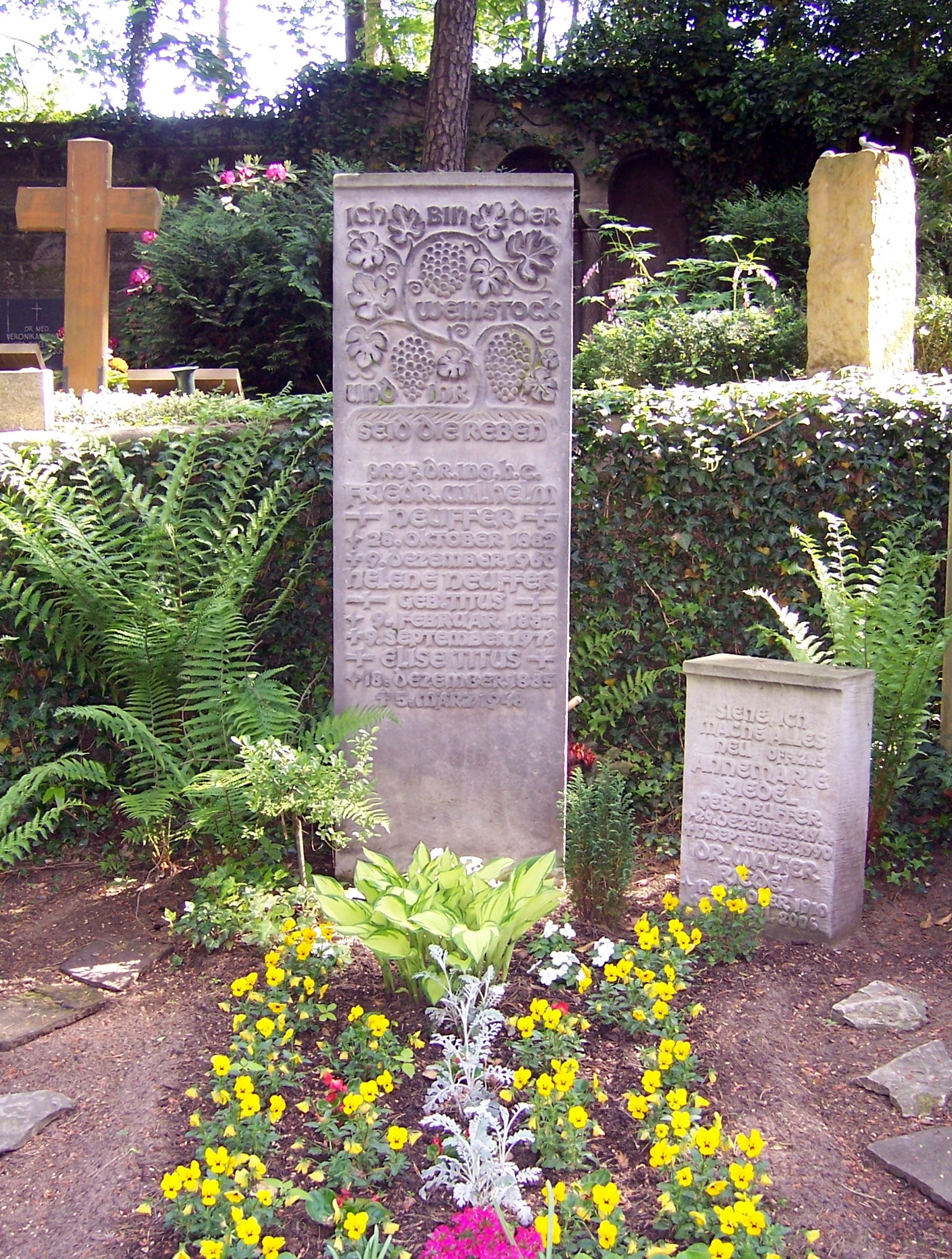
Grab Friedrich Wilhelm Neuffers

Friedrich Wilhelm Neuffer (* 28. Oktober 1882 in Stuttgart; † 9. Dezember 1960 in Dresden) war ein deutscher Bauingenieur und Wissenschaftler.

## Leben
Friedrich Wilhelm Neuffer studierte an der Technischen Hochschule Stuttgart Bauingenieurwesen. Ab 1905 arbeitete er zuerst in der Praxis und wirkte bei der Ausführung zahlreicher Bauwerke mit (z. B. Hohenzollernbrücke Köln, Tunnel Bleialf, S-Bahn Berlin). Als technischer Leiter der Niederlassung Köln und späterer technischer Direktor der Grün & Bilfinger A.G. in Mannheim war er an der Aufstellung und Umsetzung von vielen Projekten beteiligt. 
1931 wurde Neuffer zum Professor für das Lehr- und Forschungsgebiet „Massivbau, Holzbau, Gründungen und Baustelleneinrichtungen“ an die Technische Hochschule Dresden berufen. Im November 1933 unterzeichnete er das Bekenntnis der deutschen Professoren zu Adolf Hitler. Ab 1939 leitete er den Lehrstuhl für Massivbau und Grundbau und arbeitete zusätzlich am Institut für Erdbau der TH Dresden mit; hier war er zuständig für Fragen des Grundbaus. 1945 wurde er Direktor des Instituts für Erdbau. Auch nach seiner Emeritierung 1951 blieb er Leiter des Instituts für Grundbau und Baugrundmechanik bis zum Sommer 1960.
1956 verlieh ihm die Technische Hochschule Braunschweig die Würde eines Doktor-Ingenieurs ehrenhalber (Dr.-Ing. E. h.) „in Anerkennung seiner erfolgreichen Bemühungen um neue Gestaltungsformen massiver Brücken sowie um die Förderung und Weiterentwicklung der Bodenmechanik“.
Friedrich Wilhelm Neuffer starb am 9. Dezember 1960 in Dresden. Sein Grab befindet sich auf dem Waldfriedhof Weißer Hirsch in Dresden.

## Ehrung
Im Jahr 1982 benannte die TU Dresden das Gebäude des Instituts für Geotechnik in Neuffer-Bau um.